# Université De Montfort
L'université De Montfort (en anglais : De Montfort University ou DMU) est une des deux universités de la ville de Leicester en Angleterre. L'université a également compté des campus dans les villes de Bedford, Luton, Lincoln, Caythorpe et Milton Keynes mais seul celui de Leicester est aujourd'hui utilisé.

## Historique
L'histoire de l'université De Monfort remonte à 1969 avec la création du City of Leicester Polytechnic (Institut de technologie de Leicester), issu de la fusion en 1969 du Leicester College of Technology et du Leicester College of Art. Cet institut avait été nommé d'après Simon V de Montfort, 6e comte de Leicester au XIIIe siècle. 
Le City of Leicester Polytechnic est officiellement devenu une université (dite nouvelle université) en 1992 peu après l'inauguration du campus de Milton Keynes par la reine Élisabeth II en 1991. La nouvelle université De Montfort a ensuite intégré le Bedford College of Higher Education et le Lincoln College en 1994 ainsi que le Charles Frears College of Nursing and Midwifery à Leicester en 1995 mais la gestion des anciens Lincolnshire College of Art and Design et Lincolnshire College of Agriculture, basé à Lincoln et Caythorpe, a été transférée à l'université de Lincoln en 2002. Elle abrit notamment un Institut d'intelligence artificielle.
Le campus de Kents Hill à Milton Keynes n'est plus utilisé depuis 2003 à cause des coûts de maintenance d'un site si petit. Il est dorénavant occupé par l'Open University. Le dernier campus situé hors de la ville de Leicester a fusionné avec l'université de Luton pour former l'université du Bedforshire in 2006.

## Anciens élèves
- Akram Khan, chorégraphe et danseur
- Charles Dance, acteur
- MJ Hibbett, auteur-compositeur-interprète
- Angela Smith, Membre du Parlement
- Rival Consoles
- Mandy Barker, photographe
- Gary Porter, homme politique britannique
- Zoe Thorogood, autrice et illustratrice de comics